# خوان كارلوس روميرو
خوان كارلوس روميرو (بالإسبانية: Juan Carlos Romero) هو منافس ألعاب قوى مكسيكي، ولد في 15 ديسمبر 1977 في زاكاتيكاس في المكسيك.

## وصلات خارجية
- خوان كارلوس روميرو على موقع الاتحاد الدولي لألعاب القوى (الإنجليزية)
- خوان كارلوس روميرو على موقع أوليمبيديا (الإنجليزية)